# Develia
Develia S.A. ist eine polnische Holdinggesellschaft mit Sitz in Breslau, die im Bereich der Immobilienentwicklung tätig ist. Sie konzentriert sich hauptsächlich auf Wohnbauprojekte, realisiert aber auch andere Projekte wie Bürogebäude und Gewerbeimmobilien. Die Wohninvestitionen der Develia Group werden in den sechs größten polnischen Städten Warschau, Krakau, Kattowitz, Danzig, Łódź und Breslau gebaut. Zu den wichtigsten Entwicklungsprojekten im Bereich der Gewerbeimmobilien gehören der Einkaufs- und Einzelhandelskomplex Arkady Wroclawskie in Breslau sowie der Bürokomplex Wola Center in Warschau.
Seit dem 29. Juni 2007 ist Develia S.A. (damals LC Corp. S.A.) ein an der Warschauer Börse notiertes Unternehmen. Die Aktionäre der Gesellschaft sind hauptsächlich offene Pensionsfonds (OFE).
Develia ist im polnischen Mittelwerteindex mWIG40 notiert.

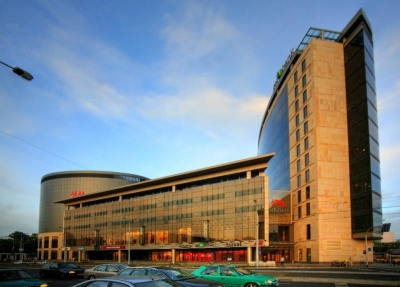
Arkady Wrocławskie, errichtet von LC Corp.

## Aktionärsstruktur
| Aktionär                                      | Anteil am Grundkapital |
| --------------------------------------------- | ---------------------- |
| Otwarty Fundusz Emerytalny PZU "Złota Jesień" | 19,06 %                |
| Nationale-Nederlanden OFE                     | 18,65 %                |
| Aviva OFE AVIVA Santander                     | 14,64 %                |
| MetLife Offene Pensionskasse                  | 8,11 %                 |
| PKO BP BANKOWY Otwarty Fundusz Emerytalny     | 5,52 %                 |
| Streubesitz                                   | 34,05 %                |